# Two Point Museum
Two Point Museum est un jeu vidéo de simulation développé par Two Point Studios et édité par Sega. Il s'agit de la suite de Two Point Hospital (2018) et Two Point Campus (2022). Le jeu est sorti sur Windows, PlayStation 5 et Xbox Series le 4 mars 2025.

## Système de jeu
Semblable à ses prédécesseurs, Two Point Museum est un jeu de simulation d'entreprise. Dans le jeu, le joueur assume le rôle d'un directeur de musée qui doit concevoir un musée, constituer sa collection d'expositions et assurer son bon fonctionnement. Contrairement aux jeux précédents de la série qui demandent aux joueurs de construire des pièces spécifiques, Two Point Museum permet aux joueurs de construire des murs de séparation, leur offrant ainsi plus de flexibilité. Les joueurs doivent également construire des équipements tels que des boutiques de souvenirs, des toilettes, des restaurants et une salle du personnel pour satisfaire les membres du personnel et les invités. Les joueurs peuvent également construire des ateliers pour présenter des expositions de nature plus interactive. En répondant aux besoins de tous les visiteurs, le musée recevra davantage de dons et recevra de bonnes critiques.
Au fur et à mesure que les joueurs progressent dans le jeu, les notes de leur musée s'amélioreront. Contrairement à Hospital et Campus, qui utilisent un système de récompense à trois étoiles, Museum utilise un système de notation par étoiles sans fin encourageant les joueurs à agrandir leurs musées avec de nouvelles expositions et de nouveaux thèmes. Au fur et à mesure que les joueurs progressent, ils construiront davantage de musées et un artefact, une fois découvert, pourra être utilisé dans plusieurs musées. Les emplacements sont progressivement débloqués à mesure que les joueurs accomplissent divers objectifs de jeu, dont certains sont partagés entre les musées.

## Développement
Two Point Museum est développé par le développeur britannique Two Point Studios. L'idée de créer un jeu de simulation de musée est venue du cofondateur et directeur technique de Two Point, Ben Hymers.
Two Point Museum est annoncé en août 2024. Le studio permet la précommande du jeu dès le 23 septembre 2024, apportant par exemple des menus bonus à l’effigie de Sonic et Shadow ou un accès anticipé à partir du 27 février 2025.
Le jeu est sorti sur Windows, PlayStation 5 et Xbox Series le 4 mars 2025. Une sortie sur Nintendo Switch 2 est également prévue.

## Accueil
Two Point Museum a reçu des critiques « généralement favorables », selon l'agrégateur de critiques Metacritic,. OpenCritic a déterminé que 94% des critiques ont recommandé le jeu.